# Macromia pallida
Macromia pallida är en trollsländeart som beskrevs av Fraser 1924. Macromia pallida ingår i släktet Macromia och familjen skimmertrollsländor. IUCN kategoriserar arten globalt som otillräckligt studerad. Inga underarter finns listade i Catalogue of Life.